# Superammasso del Leone A
Il Superammasso del Leone A (SCl 100) è un superammasso di galassie situato nella costellazione del Leone alla distanza di 286 milioni di parsec dalla Terra (circa 930 milioni di anni luce).
Si stima una lunghezza di circa 43 milioni di parsec.
È formato dagli ammassi di galassie Abell 1189, Abell 1200, Abell 1214, Abell 1248, Abell 1296, Abell 1364, Abell 1376, Abell 1386, Abell 1389, Abell 1399 e Abell 1404.